# Heliophanoides
Heliophanoides là một chi nhện trong họ Salticidae. Loài đặc trưng là Heliophanoides epigynalis.

## Các loài
Chi này có các loài:
- Heliophanoides bhutanicus Prószyński, 1992
- Heliophanoides epigynalis Prószyński, 1992
- Heliophanoides spermathecalis Prószyński, 1992